# Emain Ablach
Emain Ablach (anche Emne) è un mitico paradiso insulare della mitologia irlandese. È spesso considerato il regno del dio del mare Manannan mac Lir e identificato con l'Isola di Man o l'Isola di Arran. Secondo il poema medievale irlandese Baile Suthain Sith Eamhna, il dio Lug Lamfada fu allevato a Emain Ablach. In un'altra poesia del XIV secolo, Emain Ablach è descritta come piena di cigni e tassi.

## Etimologia
"Emain / Emne" è di etimologia incerta, sebbene possa essere paragonato al nome di luogo, Emain Macha, in Irlanda, registrato come "Isamnion" nella geografia del II secolo d.C. di Claudio Tolomeo, che il celticista Heinrich Wagner tradurrebbe come ciò che si muove da solo rapidamente, il flusso, derivato dalla radice proto-indo-europea * eis-" per muoversi rapidamente. "Ablach" significa "delle mele / dei frutti" nell'antico irlandese.

## Influenze
Nella letteratura arturiana medievale, Insula Avallonis (Avalon), isola paradisiaca di Goffredo di Monmouth, dove fu forgiata la spada Excalibur, e dove re Artù fu portato a guarire dalla fata Morgana e dalle sue otto sorelle dopo la battaglia di Camlann, sono stati influenzati dalle leggende irlandesi di Emain Ablach. L'equivalente gallese medievale di Avalon, Ynys Afallach (Isola di Afallach), può anche essere correlato - se non derivato da - Emain Ablach.